# Graeme Squires
Graeme Squires es un actor australianano, más conocido por interpretar a Tom Nash en la serie Home and Away.

## Carrera
Con apenas 18 años en 1998 Greame se unió al elenco de la aclamada y exitosa serie australiana Home and Away donde interpretó a Tom Nash hasta el 2000, más tarde interpretó de nuevo el papel cuando regresó brevemente en el 2001.
En el 2010 apareció como personaje invitado en la aclamada serie australiana Packed to the Rafters donde interpretó a Mick. 
Ese mismo año se unió al elenco principal del drama australiano Cops: L.A.C., donde interpretó al Oficial a prueba Daniel "Dan" Vandermark. En noviembre del mismo año y después de una temporada la serie fue cancelada por la cadena Nine debido a la baja audiencia.

## Filmografía
- Series de Televisión.:

| Año         | Serie                 | Personaje         | Notas                        |
| ----------- | --------------------- | ----------------- | ---------------------------- |
| 2010        | Cops: L.A.C.          | Daniel Vandermark | 13 episodios                 |
| 2010        | Packed to the Rafters | Mick              | episodio "The Invisible Man" |
| 1998 - 2001 | Home and Away         | Tom Nash          | 121 episodios                |

- Películas.:

| Año  | Título             | Personaje    | Notas                                                |
| ---- | ------------------ | ------------ | ---------------------------------------------------- |
| 2015 | The Dream Children | Steven Evans | junto a Nicholas Gunn, Jessikah Brown & Stefan Tylor |

- Teatro.:

| Año | Obra             | Personaje | Director | Teatro | Notas |
| --- | ---------------- | --------- | -------- | ------ | ----- |
| -   | The Wizard of Oz | Wizard    | -        | -      | -     |

## Premios y nominaciones
| Año  | Categoría                    | Premio             | Serie         | Resultado |
| ---- | ---------------------------- | ------------------ | ------------- | --------- |
| 1999 | Most Popular New Male Talent | Silver Logie Award | Home and Away | Nominado  |